# Aeroportul Fagali'i
Aeroportul Fagali'i (IATA: FGI, ICAO: NSFI) este un aeroport din Tuamasaga⁠(d), Samoa ce deservește zona Apia. A fost numit după Fagali'i⁠(d).
Situat la o altitudine de 40 m, aeroportul dispune de 1 pistă.

## Infrastructură

### Piste
Aeroportul dispune de o singură pistă. Pista are orientarea 10/28. 